# 春を待ちわびて〜The sea in the dream〜
『春を待ちわびて～The sea in the dream～』（原題：梦中的那片海、英題：The Youth Memories）は中国のテレビドラマである。1970年代から2000年代の中国・北京を舞台とし、激動の時代を生き抜いた若者達の人生を描く青春群像劇。2023年6月からCCTV-8のゴールデンタイムに放送された。

## 概要
1970年代の北京で生きる若者たちの成長と奮闘の物語であり、様々な夢を抱いては時代や運命に翻弄されるも情熱を持って人生と向き合い続ける、青春時代から壮年期までの約30年の過程を描く。友情・愛・夢をめぐる若者らの絆と葛藤を痛快に描いた本作は、改革開放の波に乗り新しい時代を築く庶民の生活を凝縮した物語でもある。

2023年6月1日に、CCTV-8のゴールデンタイムで放送を開始。主演を肖戦（シャオ・ジャン）と李沁（リー・チン）が務めた。

放送開始後、高い視聴率と各人気チャートで1位を独占し続け話題となった。テンセントビデオでは人気指数（熱度）は30000を超え、2023 年で最も人気のあるドラマシリーズとなった。その後も、CCTV、ドラゴンTVを始めとした各局で放送を開始。初回放送から1年の間に31回も再放送が行われ、様々な受賞も続き大ヒットとなった。

2024年9月、中国で最も権威あるドラマ賞「中国電視劇飛天奨」の第34回優秀作品にノミネートされた。

2024年6月から衛星劇場で日本初放送開始。

## あらすじ
1970年代後半の北京。軍の官舎「大院」で姉と2人暮らしをしている肖春生（シャオ・チュンション）は、仲間たちから信頼される頼れる兄貴分。そんな肖春生は親友の葉国華（イエ・グオホワ）と共に入隊を夢見るもある事情から軍への入隊ができないでいた。
ある時、肖春生は忍びこんだ禁書室にいた顔もわからない謎の女性に淡い思いを抱く。同じ頃、葉国華も街で見かけた名も知らぬ美女に一目惚れし、肖春生は親友の恋の手助けをすることに。

二人は弟分の陳宏軍（チェン・ホンジュン）ら仲間達を連れて北京中の若者たちが集まる什刹海のアイスリンクへ赴く。そこで葉国華の妹の葉芳（イエ・ファン）、葉芳の友人の佟暁梅（トン・シャオメイ）、そして葉国華が一目ぼれした賀紅玲（ホー・ホンリン）と出会う。軍大院に住む肖春生らと、下町に住む賀紅玲とその仲間達との間で小競り合いが起きるが、肖春生の機転で最悪の事態を回避する。このことで肖春生が界隈の名声を得ると同時に、軍大院と下町の若者同士の交流が始まっていく。

密かに賀紅玲に一目惚れしていた肖春生は親友の想い人であると身を引こうとするも、彼女の人柄を知るにつれて想いが隠せなくなっていく。一方、佟暁梅は忍び込んだ禁書室で出会った男性が肖春生だと知り密かに思いを募らせていた。

そんな中、自身の抱える事情のため軍へ入隊できない肖春生は、ひと足先に葉国華や賀紅玲の入隊が決まる中で複雑な思いを抱きながらも笑顔で二人を送り出す。人知れず落ち込む肖春生に気づいた佟暁梅は、自身の想いは隠したまま「自分たちは夢を追う同志だ」と励ます。その後ようやく念願だった入隊が決まった肖春生は、新たな仲間らと共に軍人として成功するという夢に向かって努力するも、ある特別任務の遂行中に負傷し北京へ戻ることに。心身共に傷つき落ち込む肖春生だったが、再度佟暁梅に励まされながら再び前を向いて歩きだす。

めまぐるしく変わる時代のなかで、何度も挫折を経験しながらも、肖春生と仲間たちは共に時代と新しい社会に向き合っていく。

## 登場人物
肖春生（シャオ・チュンション）
演 - 肖戦（シャオ・ジャン）
本作の主人公。軍の官舎「大院」に住む子どもたちのカリスマリーダー的存在。面倒見がよく頼れる兄貴分として慕われている。
正義感が強く真っ直ぐな姿勢は周囲を惹きつけるが、どんなときも堅持する英雄主義ともいえる態度は、時に他人に劣等感を抱かせ反発を招くことも。
母が早世したため、姉が母親代わり。夢は父のような立派な軍人になることだが、ある理由で軍に入隊することができないという苦悩を抱えている。
佟暁梅（トン・シャオメイ）
演 - 李沁（リー・チン）
本作のヒロイン。軍の官舎「大院」に住み、軍幹部の父親を持つお嬢様。控えめだが芯が強い。心優しく、穏やかな性格。読書が好きで勉強熱心。
医師になることを夢見ており、両親の反対を押し切って研鑽を積む。
肖春生に心惹かれているが口には出さず、静かに見守っている。
葉国華（イエ・グオホワ）
演 - 劉芮麟（リウ・ルイリン）
軍の官舎「大院」で肖春生と共に育ってきた家族よりも親しいほどの親友。
父親は軍の中で高い地位を持っており裕福な家庭のためお坊ちゃま気質な一面も。
葉芳とは双子の兄妹。 肖春生と同じ女の子を好きになったためそれまでの友情関係に変化が生じ始める。
賀紅玲（ホー・ホンリン）
演 - 曹斐然（ツァオ・フェイラン）
肖春生と葉国華の想い人。音楽一家に生まれる。自尊心が強く、勝ち気な性格。夢はバイオリニストになること。
父を早くに亡くし、病気で働けない母親のかわりに働いて生計を立てる。10代から苦労した経験から現実主義者な側面も。
肖春生のことが好きだが、言い寄ってくる葉国華のことも拒絶できないでいる。
葉芳（イエ・ファン）
演 - 趙昕（ジャオ・シン）
葉国華の双子の妹。兄とは違い冷静沈着。理想も野心も持つ努力家。
賢くて先見の明があり、肖春生たちに予言めいた忠告をすることがしばしばある。
親同士が決めた婚約者から逃れ自らの人生を切り拓くため大胆な行動に出る。
陳宏軍（チェン・ホンジュン）
演 - 崔航（ツイ・ハン）
肖春生と葉国華の弟分。控えめで繊細な性格。経済的に裕福ではないため眼鏡が壊れても新しいものが買えないほど。
肖春生には幾度となく危機を救われ恩がある。頭が良く勉強ができるが自己主張が弱く流されやすい性格。
葉芳のことが好きで認められたいと思っている。

## スタッフ
- 監督 - 付寧
- 脚本 - 徐兵、周鶴洋
- プロデューサー - 楊曉培、葉京
- 製作指揮 - 梁紅
- 主題歌 - 『梦中的那片海』
  - 作詞 - 小壮、白宇翔 / 作曲 - 小壮 / 歌 - 胡夏

## 日本での放送
- 衛星劇場
  - 2024年6月11日 - （2話連続放送） [6]

## 受賞
| 年月    | 賞名                                                     | （参考）日本語訳                                            | 対象         | 結果       | 出典   |
| 2023/1  | 新京报2022年度剧集榜年度最值得关注待播剧                 | 2022年ドラマリスト今年最も注目すべきドラマ                  | 梦中的那片海 | 受賞       | [ 7 ]  |
| 2023/10 | 2023中国·北京电视剧盛典“北京大视听”精品剧目              | 2023中国·北京テレビドラマフェスティバル品質ドラマ           | 梦中的那片海 | 受賞       | [ 8 ]  |
| 2023/10 | 2023年北京广播电视网络视听发展基金播出奖励项目           | 2023年北京テレビラジオネット基金奨励プロジェクト            | 梦中的那片海 | 受賞       | [ 8 ]  |
| 2023/10 | 第六届初心榜年度优秀作品推介剧集单元                     | 第六回初心榜年度優秀作品                                    | 梦中的那片海 | 受賞       | [ 9 ]  |
| 2023/10 | 第六届初心榜"年度青年人物"                               | 第六回初心榜今年の若者                                      | 楊曉培       | 受賞       | [ 9 ]  |
| 2023/10 | 第六届初心榜"年度优秀平台型制片人"                       | 第六回初心榜年度優秀プロデューサー                          | 李黎明       | 受賞       | [ 9 ]  |
| 2023/11 | 第19届中美电视节"年度优秀青年演员"                       | 第19回中米テレビフェスティバル最優秀若手俳優賞              | 肖戦         | 受賞       | [ 10 ] |
| 2023/12 | 2022-2023微博十大影响力剧集                              | 2022-2023微博で影響力のあるドラマトップ10                   | 梦中的那片海 | 受賞       | [ 11 ] |
| 2023/12 | 2023微博视界大会"微光荣耀年度突破创新作品"               | 2023微博視界大会年度ブレイクスルー作品                      | 梦中的那片海 | 受賞       | [ 12 ] |
| 2023/12 | 2023腾讯视频金鹅荣誉"年度最高热度值剧集"                 | 2023テンセントビデオ金鹅荣誉年度最優秀作品                  | 梦中的那片海 | 受賞       | [ 13 ] |
| 2023/12 | 2023腾讯视频金鹅荣誉"年度制片人"                         | 2023テンセントビデオ金鹅荣誉今年のプロデューサー            | 楊曉培       | 受賞       | [ 13 ] |
| 2023/12 | 2023电视剧大赏"年度剧集作品"                             | 2023年テレビドラマ大賞                                      | 梦中的那片海 | 受賞       | [ 14 ] |
| 2024/1  | 2023微博之夜"微博网友喜爱作品"                           | 2023微博之夜Weibo人気ドラマ                                 | 梦中的那片海 | 受賞       |        |
| 2024/1  | 影视榜样·2023年度总评榜"演员类-人气男演员"               | 映画ドラマ·2023年レビューリスト人気俳優                     | 肖戦         | 受賞       | [ 15 ] |
| 2024/1  | 新京报2023年度剧集榜单"年度人气剧集"                     | 新京報2023年ドラマリスト今年の人気ドラマ                    | 梦中的那片海 | 受賞       | [ 16 ] |
| 2024/1  | 新京报2023年度演员榜单"年度突破男演员"                   | 新京報2023年ドラマリスト年度突破俳優                        | 肖戦         | 受賞       | [ 16 ] |
| 2024/1  | 第七届《中国影视蓝皮书》"2023年度十大影响力电视剧"       | 第七回中国映画テレビ青書2023年度影響力のあるドラマトップ10  | 梦中的那片海 | 第10位     | [ 17 ] |
| 2024/2  | CMG第二届中国电视剧年度盛典"年度优秀电视剧"              | CMG第二回中国テレビドラマフェスティバル年度優秀作品         | 梦中的那片海 | 受賞       | [ 18 ] |
| 2024/2  | CMG第二届中国电视剧年度盛典"年度突破男演员"              | CMG第二回中国テレビドラマフェスティバル年度突破俳優         | 肖戦         | 受賞       | [ 18 ] |
| 2024/2  | CMG第二届中国电视剧年度盛典"年度观众喜爱演员"            | CMG第二回中国テレビドラマフェスティバル今年愛された俳優     | 張齡心       | 受賞       | [ 18 ] |
| 2024/2  | CMG第二届中国电视剧年度盛典"年度影响力女演员"            | CMG第二回中国テレビドラマフェスティバル影響力のある女優     | 張齡心       | ノミネート | [ 18 ] |
| 2024/2  | CMG第二届中国电视剧年度盛典"年度突破女演员"              | CMG第二回中国テレビドラマフェスティバル年度突破女優         | 李沁         | ノミネート | [ 18 ] |
| 2024/2  | CMG第二届中国电视剧年度盛典"年度制作人"                  | CMG第二回中国テレビドラマフェスティバル今年のプロデューサー | 楊曉培       | ノミネート | [ 18 ] |
| 2024/2  | CMG第二届中国电视剧年度盛典"年度作曲"                    | CMG第二回中国テレビドラマフェスティバル今年の作曲家         | 小壮         | ノミネート | [ 18 ] |
| 2024/3  | 2024首都广播电视节目制作业协会年会推优名单"年度品质剧集" | 2024首都テレビ番組制作協会推薦リスト年度良質ドラマ          | 梦中的那片海 | 受賞       | [ 19 ] |
| 2024/3  | 2024电视剧品质盛典"年度品质剧作"                         | 2024テレビドラマクオリティ盛典年度良質ドラマ                | 梦中的那片海 | 受賞       | [ 20 ] |
| 2024/3  | 2024电视剧品质盛典"年度全媒体关注度剧星"                 | 2024テレビドラマクオリティ盛典今年最も注目の俳優            | 肖戦         | 受賞       | [ 20 ] |
| 2024/3  | 2024电视剧品质盛典"年度品质表现力剧星"                   | 2024テレビドラマクオリティ盛典表現力トップ女優              | 李沁         | 受賞       | [ 20 ] |
| 2024/4  | 第四届新时代国际电视节斑彩螺奖"新时代最受欢迎女演员"     | 第四回国際テレビドラマフェスティバル彩螺奖人気女優          | 李沁         | ノミネート | [ 21 ] |
| 2024/9  | 第34届中国电视剧“飞天奖”                                 | 第34回中国ドラマ“飛天賞”                                    | 梦中的那片海 | ノミネート | [ 3 ]  |

## イベント（日本）
- 上映会

| 日付      | イベント名                                           | 会場                 | 主催     | 備考             |
| 2024/6/3  | 『春を待ちわびて』第1・2話特別上映会（衣装展示あり） | 新宿ピカデリー       | 衛星劇場 | 作中着用衣装展示 |
| 2024/6/10 | 『春を待ちわびて』第1・2話特別上映会（衣装展示あり） | なんばパークスシネマ | 衛星劇場 | 作中着用衣装展示 |
| 2024/6/13 | 『春を待ちわびて』第1・2話特別上映会（衣装展示あり） | 新宿ピカデリー       | 衛星劇場 | 作中着用衣装展示 |